# Hethagowdanahalli, Arkalgud
Hethagowdanahalli là một làng thuộc tehsil Arkalgud, huyện Hassan, bang Karnataka, Ấn Độ.